# Adirt
 (mars 2011).

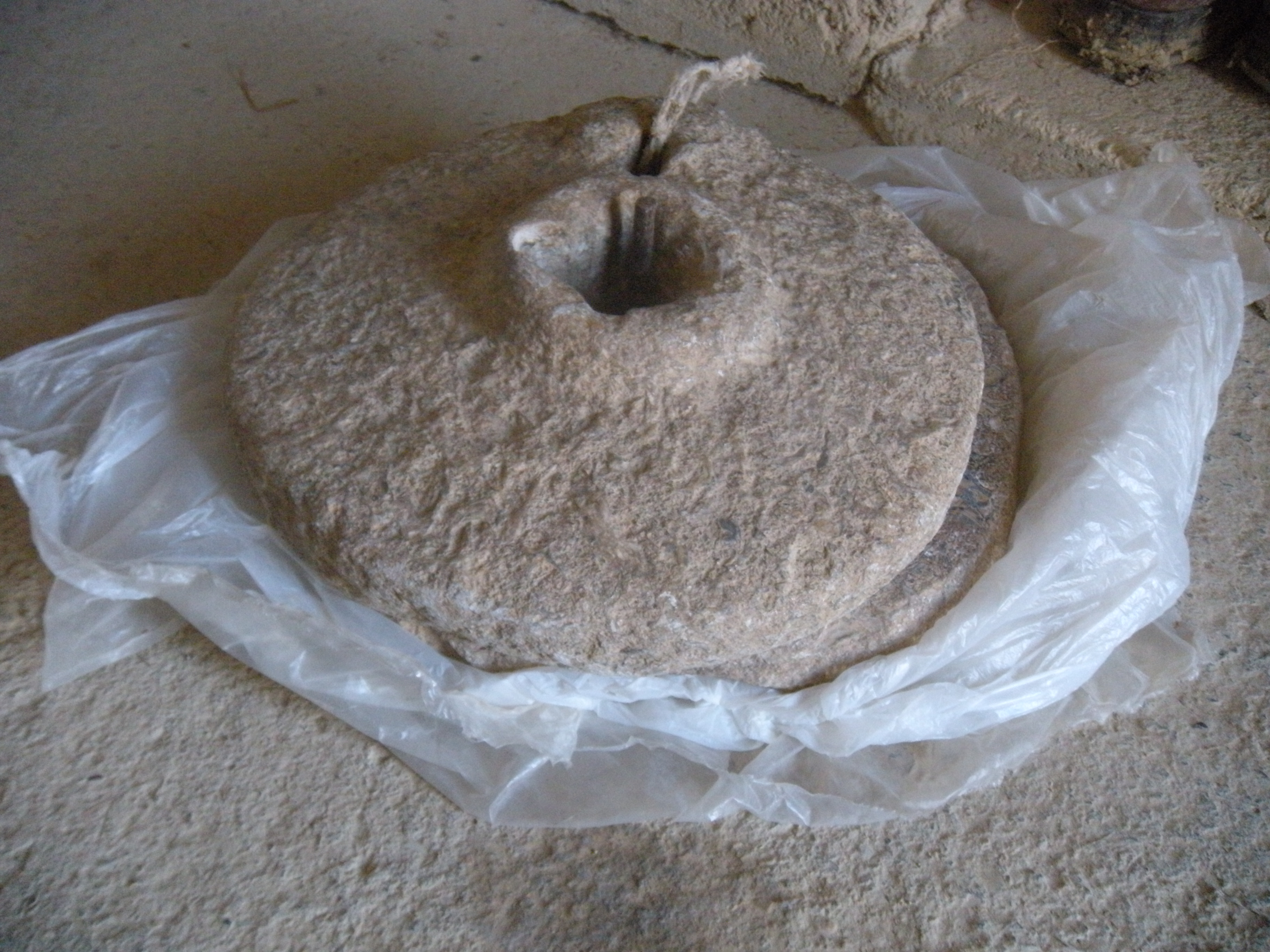
Adirt ou meule typique des berbères chaouis des Aurès

Un adirt (en tamazigh chaoui, se prononçant [Haç'irt] ou encore [Aç'irt] en latin) est une meule à main destinée essentiellement à moudre le blé ou l'orge voire d'autres céréales. Elle n'est pas actionnée par un animal de trait ni par un système hydraulique, et ce sont traditionnellement les femmes qui l'utilisent.

## Localisation
Spécifique à la région montagneuse des Aurès, l'Adirt se retrouve toutefois à l'identique en Kabylie même si elle est possède une autre appellation. C'est un ustensile typique de la cultures des peuples montagnards et des paysans. Elle est moins utilisée en milieu urbain même si beaucoup en possèdent une ou s'en servent occasionnellement.

## Composition

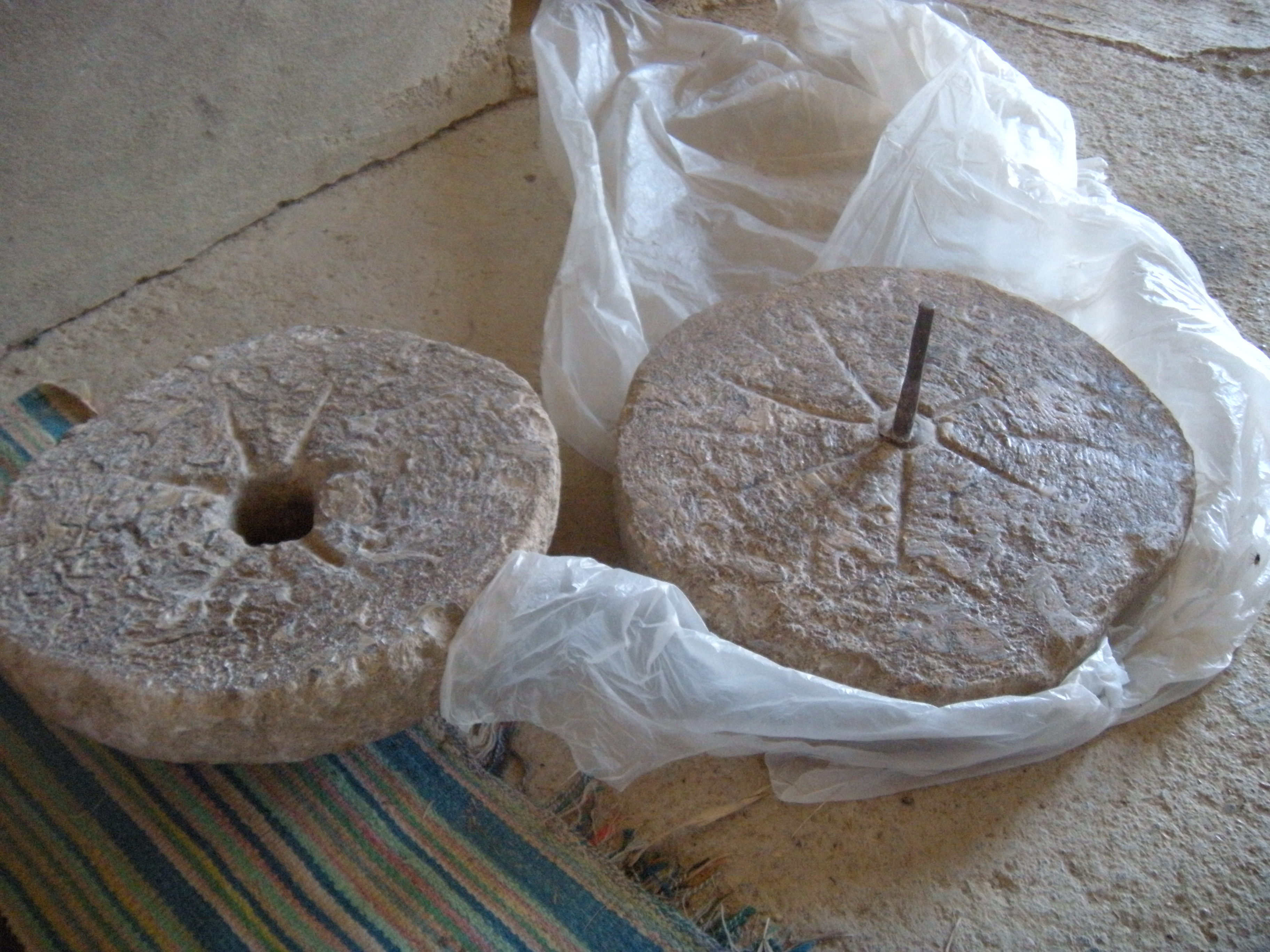
Adirt ou meule chaoui des Aurès avec vue sur ses deux parties

L'adirt est formée de deux blocs de pierre taillés en forme cylindrique d'environ 70 cm de diamètre. Ces deux blocs sont posés de façon symétrique l'un sur l'autre et un orifice sur le bloc du dessus permet d'y insérer une tige de bois.

## Utilisation
Le blé ou l'orge est placé entre les deux blocs sur celui situé en dessous et à l'aide de la tige insérée au niveau du bloc du dessus, une série de rotations du bloc de pierre du dessus est réalisé manuellement. La durée de l'exercice varie alors selon la quantité de céréale à moudre et en fonction également de la rapidité du coup de main.

## Galerie

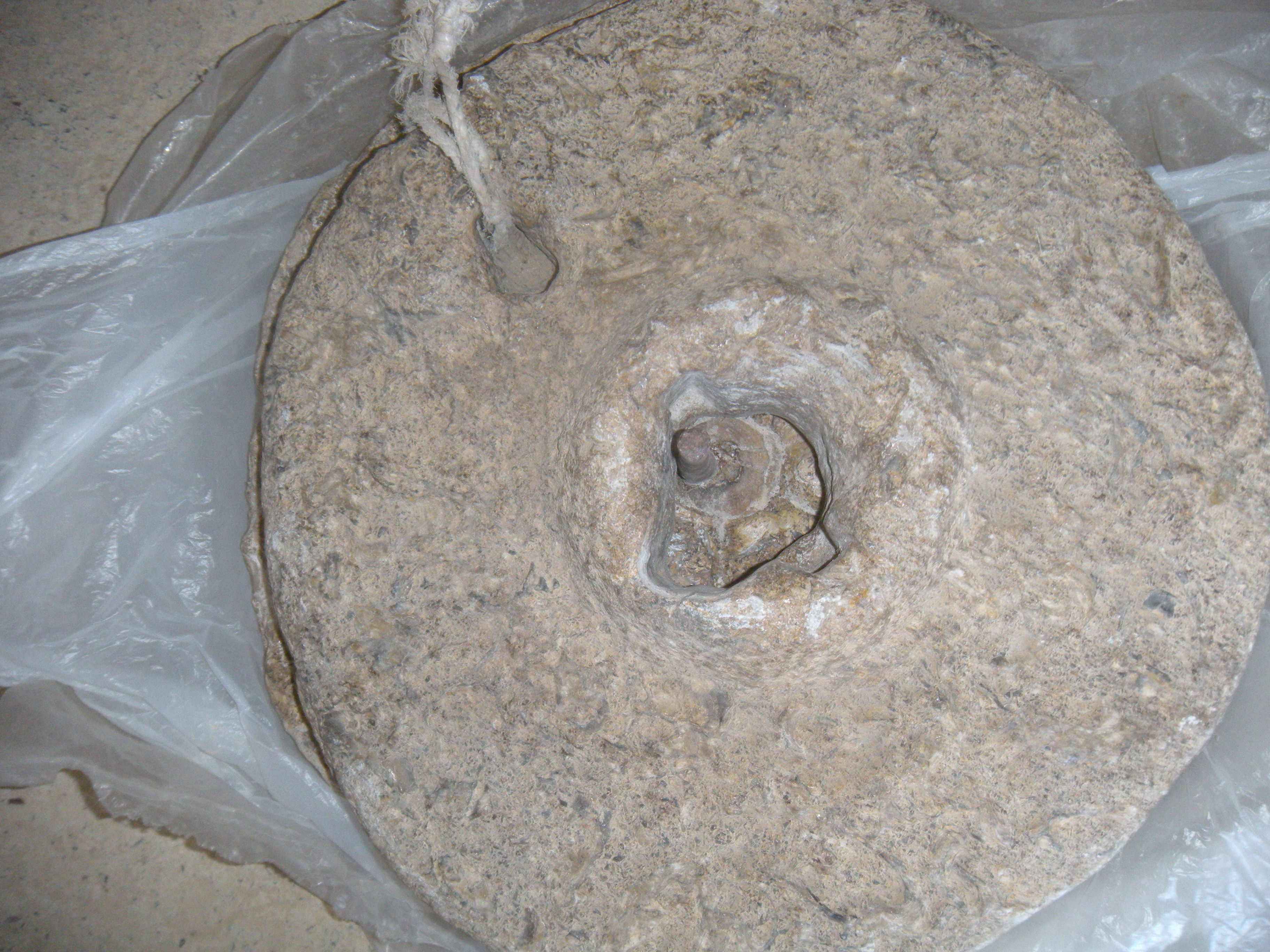
Adirt, la meule chaoui vue de haut.
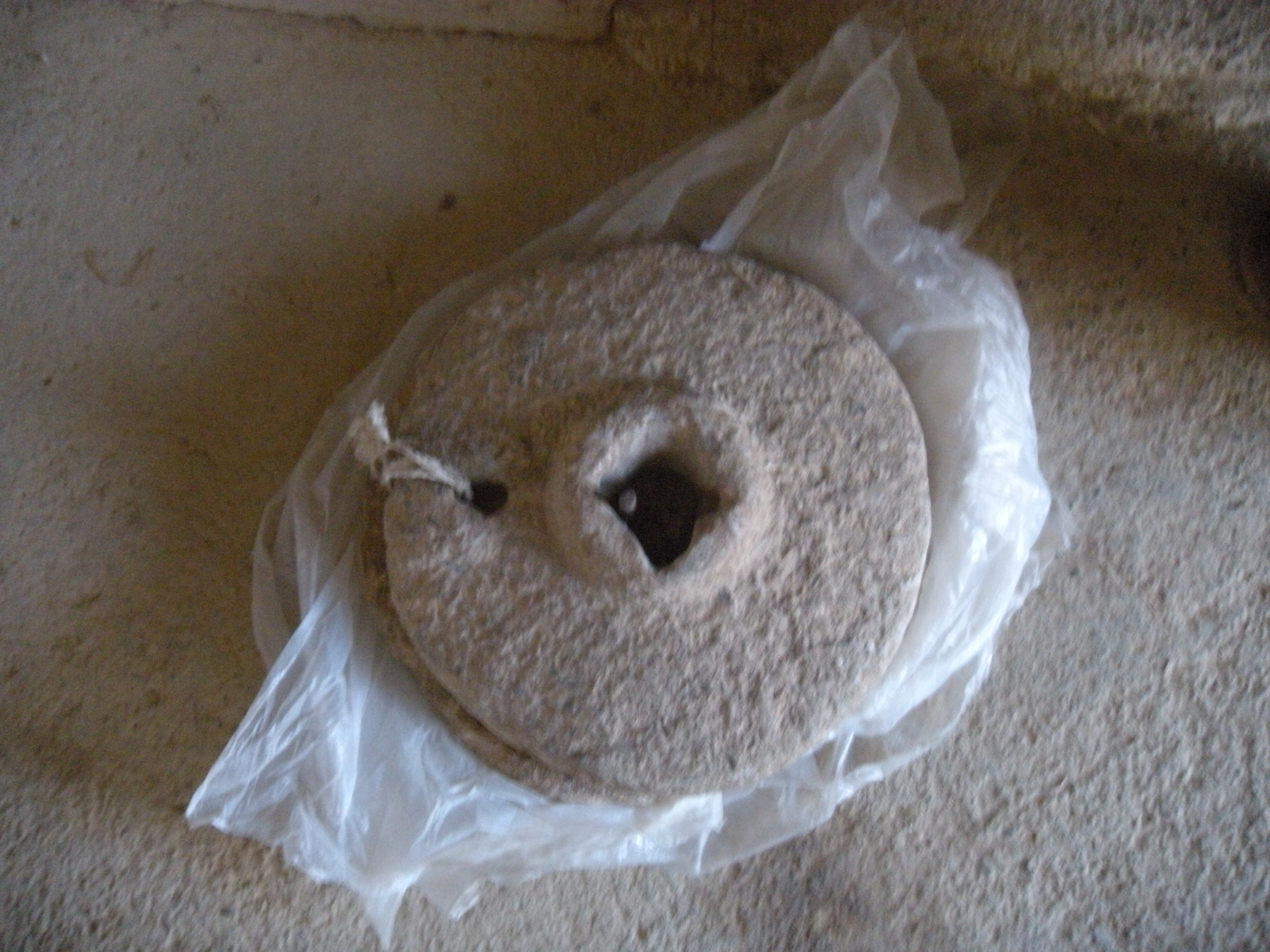
Meule chaoui et ses caractéristiques.